# Josep Caixal i Estradé
Josep Caixal i Estradé (El Vilosell, 9 luglio 1803 – Roma, 26 agosto 1879) è stato un vescovo cattolico spagnolo.

## Biografia
È stato vescovo di Urgell e Coprincipe ex officio di Andorra.  Studiò a Tarragona, dove fu ordinato sacerdote e nominato canonico della Cattedrale di Tarragona nel 1831. Fu professore di filosofia presso l'Università di Cervera e nel seminario tarragonese. Fu uno dei fondatori della Libreria Religiosa (1848) insieme ad Antonio Maria Claret, dedicata alla diffusione di opere religiose, gestita dal tipografo Pau Riera i Soler.
Il 5 giugno 1853 fu nominato vescovo di Urgell, incarico che ricoprì fino alla morte. Promosse la predicazione missionaria, fondò il Seminario Conciliar de la Seu d'Urgell (1860) e il Collegio di San Luigi per favorire l'accesso al sacerdozio a giovani privi di mezzi. Fu figura chiave nell’impulso di congregazioni religiose come le Suore della Sacra Famiglia di Urgell e le Carmelitane Teresiane di San Giuseppe.
Nel 1866 promulgò i decreti della Nuova Riforma di Andorra, con i quali si estese il diritto di voto ai capifamiglia per l’elezione del Consiglio Generale. Partecipò al Concilio Vaticano I, dove intervenne in dodici occasioni, in particolare riguardo all’infallibilità papale e allo schema sulla fede. Papa Pio IX lo nominò nobile romano e assistente al soglio pontificio.
Nel 1858 ricevette la Gran Croce dell’Ordine di Isabella la Cattolica e successivamente quella dell’Ordine di Carlo III. Tra il 1871 e il 1872 fu senatore del Regno per Tarragona, distinguendosi per la sua difesa dell’unità cattolica. Durante la Terza Guerra Carlista, fu vicario generale castrense dell’esercito carlista agli ordini di Carlo Maria di Borbone. Partecipò alla difesa della Seo d'Urgell durante l’assedio liberale del 1874. Quando la città fu occupata dalle truppe di Arsenio Martínez-Campos (1875), fu fatto prigioniero, confinato nel Castello di Santa Barbara di Alicante e successivamente esiliato a Roma, dove visse in povertà fino alla morte, il 26 agosto 1879.
Le sue spoglie furono traslate e sepolte nella Cattedrale di Santa Maria d'Urgell, nella cappella di Sant Ermengol.

## Opere
Fu anche un rinomato oratore e autore di diverse opere:
- Lotta dell’anima con Dio, o Conferenze Spirituali (1843), in collaborazione con il carmelitano Francesc Palau i Quer.
- Veni-mecum pii sacerdotis (1856), un dizionario latino per sacerdoti.

## Eredità e riconoscimenti
Caixal fu una figura di rilievo del tradizionalismo catalano del XIX secolo. La sua azione pastorale, educativa e politica lasciò un’impronta profonda nella Chiesa catalana e nello sviluppo religioso del suo tempo.

## Partecipazione con Teresa Toda e Teresa Guasch

Fondatrici della Congregazione delle Suore Carmelitane Teresiane di San Giuseppe.

La dimensione spirituale e pastorale di Caixal ebbe una forte influenza sulla vita e vocazione delle venerabili Teresa Toda i Juncosa e sua figlia Teresa Guasch i Toda, fondatrici delle Carmelitane Teresiane di San Giuseppe.
Quando era canonico a Tarragona, divenne direttore spirituale di Teresa Toda, che, dopo la separazione legale dal marito per maltrattamenti e abbandono, decise di consacrarsi a Dio. Con il consiglio di Caixal, maturò il progetto di fondare una congregazione dedicata all’accoglienza di bambine orfane e povere.
Nel 1863, Teresa Toda condivise il progetto con la figlia Teresa Guasch e, sotto la guida di Caixal, iniziarono a preparare discretamente la futura congregazione. Nel 1868, già vescovo di Urgell, le incoraggiò a stabilirsi a Barcellona e, infine, nel 1874 le sollecitò ad avviare ufficialmente l’istituto religioso.
Grazie al sostegno episcopale di Caixal, il 22 febbraio 1878 si formò la prima comunità religiosa. Le costituzioni furono approvate nel 1883, anno in cui madre e figlia professarono come religiose. L’azione e il discernimento spirituale di Josep Caixal furono determinanti agli inizi della congregazione, che oggi è presente in Europa, America e Africa.

## Genealogia episcopale e successione apostolica
La genealogia episcopale è:
- Cardinale Scipione Rebiba
- Cardinale Giulio Antonio Santori
- Cardinale Girolamo Bernerio, O.P.
- Arcivescovo Galeazzo Sanvitale
- Cardinale Ludovico Ludovisi
- Cardinale Luigi Caetani
- Cardinale Ulderico Carpegna
- Cardinale Paluzzo Paluzzi Altieri degli Albertoni
- Papa Benedetto XIII
- Papa Benedetto XIV
- Papa Clemente XIII
- Cardinale Marcantonio Colonna
- Cardinale Giacinto Sigismondo Gerdil, B.
- Cardinale Giulio Maria della Somaglia
- Cardinale Luigi Lambruschini, B.
- Cardinale Giovanni Brunelli
- Arcivescovo José Domingo Costa y Borrás
- Vescovo Josep Caixal i Estradé

La successione apostolica è:
- Vescovo Antonio Palau y Térmens (1854)